# ATP Challenger Ho-Chi-Minh-Stadt
Das ATP Challenger Ho-Chi-Minh-Stadt (offizieller Name: Vietnam Open) war ein Tennisturnier in Ho-Chi-Minh-Stadt, das von 2015 bis 2017 ausgetragen wurde. Es war Teil der ATP Challenger Tour und wurde auf Hartplatz ausgetragen. Von 1998 bis 2007 fand an selber Stelle bereits ein Turnier statt. Cecil Mamiit, Eric Taino und Rik De Voest gewannen in der früheren Austragung jeweils zwei Doppeltitel. Amir Hadad, Takao Suzuki konnten jeweils einen Titel in Einzel und Doppel gewinnen.

## Liste der Sieger

### Einzel
| Jahr                         | Sieger          | Finalgegner        | Ergebnis         |
| ---------------------------- | --------------- | ------------------ | ---------------- |
| 2017                         | Michail Juschny | John Millman       | 6:4, 6:4         |
| 2016                         | Jordan Thompson | Gō Soeda           | 5:7, 7:5, 6:1    |
| 2015                         | Saketh Myneni   | Jordan Thompson    | 7:5, 6:3         |
| 2008–2014: nicht ausgetragen |                 |                    |                  |
| 2007                         | Pavel Šnobel    | Farrux Doʻstov     | 6:3, 7:63        |
| 2006                         | Zack Fleishman  | Pavel Šnobel       | 7:66, 3:0 aufgg. |
| 2005                         | Wang Yeu-tzuoo  | Tomas Behrend      | 6:3, 7:64        |
| 2004                         | Arvind Parmar   | Lu Yen-hsun        | 6:3, 6:73, 6:3   |
| 2003                         | Amir Hadad      | Juri Schtschukin   | 6:4, 7:62        |
| 2002                         | Takao Suzuki    | Mario Ančić        | 6:4, 6:3         |
| 2001                         | Petr Kralert    | Suwandi Suwandi    | 6:2, 2:6, 6:4    |
| 2000                         | Jiří Vaněk      | Reginald Willems   | 7:65, 6:4        |
| 1999                         | John van Lottum | Markus Hipfl       | 7:6, 6:2         |
| 1998                         | André Sá        | Juan Antonio Marín | 6:3, 3:6, 6:2    |

### Doppel
| Jahr                         | Sieger                                  | Finalgegner                               | Ergebnis         |
| ---------------------------- | --------------------------------------- | ----------------------------------------- | ---------------- |
| 2017                         | Saketh Myneni N. Vijay Sundar Prashanth | Ben McLachlan Gō Soeda                    | 7:63, 7:65       |
| 2016                         | Sanchai Ratiwatana Sonchat Ratiwatana   | Jeevan Nedunchezhiyan Ramkumar Ramanathan | 7:5, 6:4         |
| 2015                         | Tristan Lamasine Nils Langer            | Saketh Myneni Sanam Singh                 | 1:6, 6:3, [10:8] |
| 2008–2014: nicht ausgetragen |                                         |                                           |                  |
| 2007                         | Yu Xinyuan Zeng Shaoxuan                | Sebastian Rieschick Wang Yeu-tzuoo        | 7:62, 6:3        |
| 2006                         | Lee Hyung-taik Cecil Mamiit (2)         | Jacob Adaktusson Dudi Sela                | 6:4, 6:2         |
| 2005                         | Cecil Mamiit (1) Eric Taino (2)         | Aisam-ul-Haq Qureshi Orest Tereschtschuk  | 6:3, 2:6, 6:4    |
| 2004                         | Rik De Voest (2) Fred Hemmes            | Vadim Kutsenko Juri Schtschukin           | 6:3, 6:3         |
| 2003                         | Rik De Voest (1) Wesley Moodie          | Rohan Bopanna Fred Hemmes                 | 6:3, 3:6, 6:3    |
| 2002                         | Amir Hadad Alexander Peya               | Jaymon Crabb Peter Luczak                 | 7:62, 7:5        |
| 2001                         | Takao Suzuki Eric Taino (1)             | Filippo Messori Vincenzo Santopadre       | 7:67, 2:6, 6:4   |
| 2000                         | Michael Hill Todd Woodbridge            | Irakli Labadse Kevin Ullyett              | 6:3, 6:4         |
| 1999                         | Juan Ignacio Carrasco Jairo Velasco Jr. | Justin Bower Jason Weir-Smith             | 6:4, 6:4         |
| 1998                         | Mahesh Bhupathi Peter Tramacchi         | Maks Mirny Kevin Ullyett                  | 6:4, 6:0         |